# سید رضا محمدی
سید رضا محمدی شاعر، مترجم،منتقد ادبی و روزنامه‌نگار اهل کشور افغانستان است. او در ایران با روزنامه‌های «سلام» و «کار و کارگر» همکاری داشت و در دانشگاه امام صادق کارشناسی ارشد علوم سیاسی خواند.

## آثار
- روح اندوهگین یک شاعر، تهران، شهرستان ادب، ۱۳۹۶.
- سه پلک مانده به شب، تهران، ۱۳۷۹
- بازی با عزراییل، کابل، ۱۳۸۳.
- گزیدهٔ شعر جوان افغانستان، تهران، ۱۳۸۴.
- پادشاهی شعر- کابل ۱۳۹۳.
- گزیدهٔ شعر -به انگلیسی- لندن ۲۰۱۲.
- پادشاهی انار -به انگلیسی ۲۰۱۴.
- معرفی ادبیات معاصر افغانستان- لندن اچ اند اس-۲۰۱۳.
- کاغذ باد، مجموعه شعر، با مقدمهٔ مهدی مظفری ساوجی، تهران، حوزهٔ هنری استان تهران، ۱۳۸۷.
- سفرنامهٔ باد، گزیدهٔ اشعار، به انتخاب و مقدمهٔ مهدی مظفری ساوجی، همراه با سه نامه از سید رضا محمدی و یک نامه از مهدی مظفّری ساوجی، تهران، انتشارات کوله‌پشتی، ۱۳۹۶.

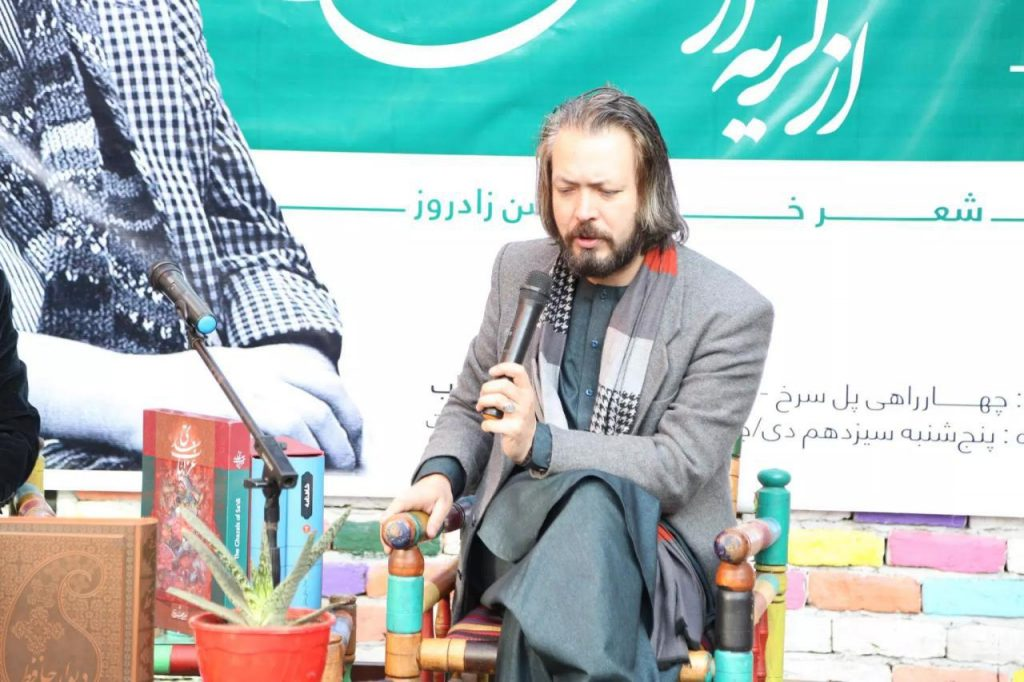

## روزنامه‌نگار
- روزنامه‌نگار روزنامه سلام
- روزنامه‌نگار روزنامه کار و کارگر
- مسئول روزنامه سروش جوان
- مسئول روزنامه ابرار
- سردبیر مجلهٔ روزنه (در کابل)
- مدیر مسوول مجلهٔ سیمرغ (در لندن)

## جوایز و افتخارات
- کتاب «روح اندوهگین یک شاعر» -برگزیدهٔ بخش شعر بزرگسال سیزدهمین جشنواره شعر فجر در ایران -۱۳۹۷
- کسب عالی‌ترین مدال دولتی از رئیس‌جمهور افغانستان
- کسب جایزهٔ مخصوص شهرداری تهران به عنوان تأثیر گذارترین شاعر بر مردم ایران